# Familjerätt
Familjerätt är den del av civilrätten som reglerar familjens rättsställning och familjemedlemmars inbördes rättigheter och skyldigheter. Ibland räknas även förmyndarskapsrätten och arvsrätten till familjerätten. Även namnfrågor kan anses ligga inom familjerätten. De viktigaste svenska lagarna på området är äktenskapsbalken och föräldrabalken. Namnfrågor regleras i namnlagen och arvsrätten i ärvdabalken.
Familjerätt eller Familjerättsenhet kallas även den enhet inom socialtjänsten hos många kommuner där rätttsliga frågor tas upp och bearbetas, exempelvis vid frågor som rör faderskap, vårdnad och umgänge eller adoption.